# Dasophrys umbripennis
Dasophrys umbripennis là một loài ruồi trong họ Asilidae. Dasophrys umbripennis được Londt miêu tả năm 1981. Loài này phân bố ở vùng nhiệt đới châu Phi.